# Forêt domaniale des Coulmes
La forêt domaniale des Coulmes est une forêt domaniale française située dans le massif du Vercors.
Le massif forestier s'étend sur une superficie d'environ 16 km2, partagée entre les territoires des communes de Malleval-en-Vercors, d'Izeron, de Rencurel et de Presles, toutes situées dans le département de l'Isère, en région Auvergne-Rhône-Alpes.
Cette forêt domaniale repose sur le plateau des Coulmes dont l’altitude varie entre 750 mètres et 1475 mètres au Bec de Neurre qui marque la limite septentrionale du massif. 
Le hêtre est l'essence dominante mais il existe également d'autres familles d’arbres dont de nombreux résineux : des épicéas, des pins noirs et des sapins, mais aussi des érables, des sorbiers des chênes, des frênes et des tilleuls, sans oublier le buis assez nombreux sur les versants.
En réalité, ce qui est présenté dans cette page correspond plutôt au massif forestier des Coulmes. En effet, la forêt domaniale à proprement parler (appartenant à l'état) est d'une surface de 1563 ha. Le reste du massif se compose essentiellement de forêts communales, propriétés des communes proches (Rencurel, Presles, Malleval-en-Vercors, Saint-Pierre-de-Chérennes, Izeron, Rovon). Le tout étant géré par l'Office National des Forêts.

## Toponymie
Coulmes vient du latin culmen qui signifie « sommet ».

## Histoire

### La forêt sous l'Ancien Régime
Au XVIIIe siècle, le secteur de la vallée de la Doulouche et les forêts environnantes restent toujours très difficiles d'accès et, selon la revue des eaux forêts dans son édition de juillet 1935, seuls « quelques rares et très mauvais chemins de montagne extrêmement rocheux et pentueux permettent aux habitants de Rencurel et de hameaux environnants de rejoindre les autres vallées... ».

### Le maquis du Vercors
Durant la Seconde Guerre mondiale et plus particulièrement durant l'occupation allemande, le Maquis du Vercors fut une importante base de la Résistance française réfugiée dans différents secteurs massif du Vercors dont le domaine des Coulmes, situé à l'écart des grandes routes. Rencurel devient dès lors une des places fortes du mouvement Franc-Tireurs.
La présence d'Eugène Chavant (dit Clément), résistant français et futur Compagnon de la Libération, chef civil du maquis du Vercors sera attesté à Rencurel le surlendemain du débarquement du 6 juin 1944, alors qu'il tente encore de temporiser les troupes de résistants qui veulent en découdre avec l'occupant

## Géographie

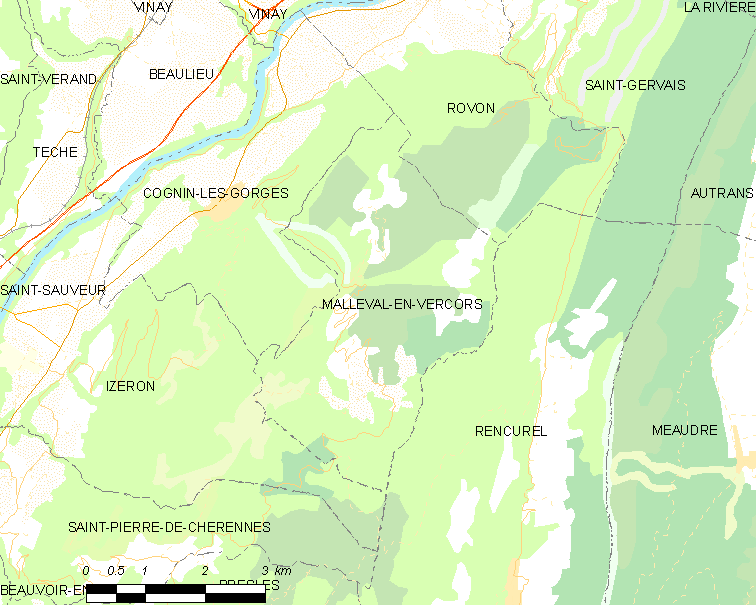
Carte du secteur des Coulmes

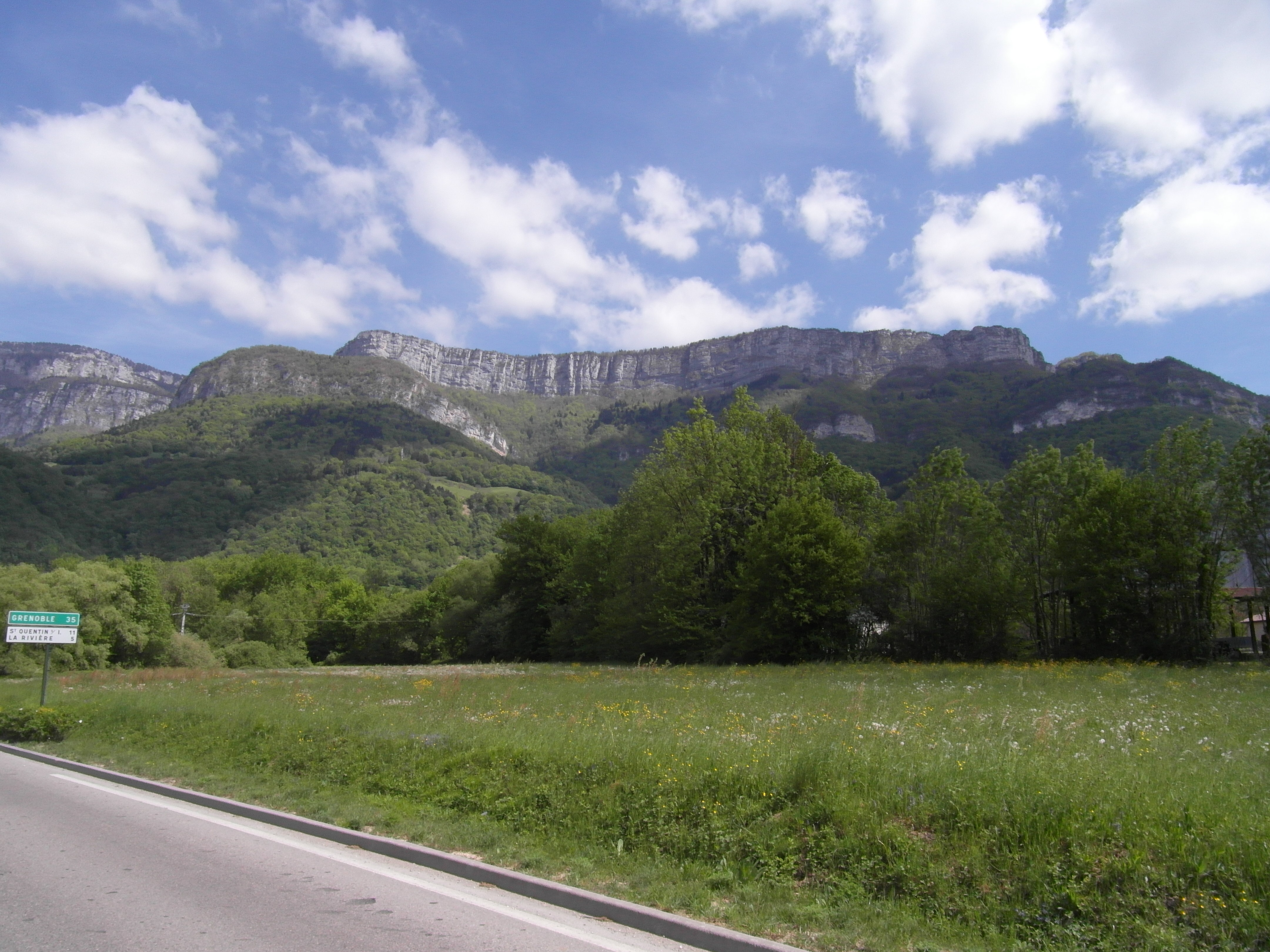
Plateau des Coulmes depuis la vallée de l'Isère

Les Coulmes correspondent au prolongement méridional d'un des anticlinaux occidentaux les plus extérieurs du massif du Vercors dénommé anticlinal de Saint-Gervais-Malleval. cette zone est profondément entaillé par les gorges du Nan au niveau du territoire de Malleval-en-Vercors.
Géographiquement la forêt domaniale de Coulmes est entièrement comprise par un triangle formé par le Pot de la Siva (commune de Presles au sud), le Signal de Gontey —ou Gontier— (commune d'Izeron au nord-ouest) et le Pas du Follet qui le sépare du domaine des Écouges au nord-ouest (commune de Malleval-en-Vercors).

### Géologie

#### Le versant occidental
La partie la plus occidentale du domaine des Coulmes se présente sous la forme de grand falaises calcaires couvertes de forêts et surplombant la vallée de l'Isère, région dénommée localement sous le nom de Sud-Grésivaudan.

#### Le versant oriental
La vallée de la Doulouche (dénommée également vallée de Rencurel), qui s'étend sur le territoire communal depuis le col de Romeyère jusqu'aux gorges de la Bourne, est une combe monoclinale, à remplissage datant du Miocène et qui se rattache au flanc oriental de l'anticlinal des Coulmes. Cette combe dite molassique représente le dernier prolongement septentrional du synclinal médian du Vercors. Cependant, dans ce secteur précis, la combe est limitée à l'est par un mouvement tectonique dénommé le « chevauchement de Rencurel » et dont la présence a rompu le flanc est du synclinal.

### Risques naturels

#### Risques sismiques
La totalité des territoires des communes de Rencurel, Presles et Izeron sont situés en zone de sismicité n°4, comme la plupart des communes situées dans le secteur géographique du massif du Vercors.
| Type de zone | Niveau            | Définitions (bâtiment à risque normal) |
| ------------ | ----------------- | -------------------------------------- |
| Zone 4       | Sismicité moyenne | accélération = 1,6 m/s2                |

### Climat
Pour un article plus général, voir Climat de l'Isère.
Le Vercors est le premier massif préalpin que rencontre les perturbations atlantiques parvenant du nord-ouest. La pluviométrie est donc très marquée à Malleval-en-Vercors dont le territoire est située à l'extrémité occidentale du massif.
Le secteur des Coulmes (correspondant essentiellement aux territoires de Presles et de Malleval) présente donc le climat typique d'une région montagneuse d'une latitude moyenne.
L'été présente des périodes chaudes, mais modérées par l'effet de l'altitude et respirables grâce à l'absence de pollution. Les hivers de ces dix dernières années ont connu des enneigements constants.

### Voies de communication
Un des deux accès à la forêts des Coulmes se situe depuis Cognin-les-Gorges, en direction de Malleval-en-Vercors par la route départementale 22 (RD22), celle-ci suit le Nan en empruntant les gorges du même nom. L'autre accès se situe depuis Rencurel par de simples routes rejoignant la route départementale 35 (RD 35) à la hauteur du col de Roméyère, cette dernière route traverse le bourg central le reliant vers le sud ce bourg avec route départementale 531 au niveau du hameau de la Balme de Rencurel et au nord avec la commune de Saint-Gervais, en passant par le site de la Chartreuse des Écouges.
L'accès autoroutier le plus proche, permettant de rejoindre ces routes, se situe sur l'autoroute qui relie Grenoble à Valence 
- 10 Vinay de l'autoroute A49, à 13 km.

La gare ferroviaire la plus proche est la gare de Saint-Marcellin (Isère) de la ligne de Valence à Moirans, desservie par les trains TER Auvergne-Rhône-Alpes, en provenance de Valence-Ville et à destination de Grenoble et de Chambéry-Challes-les-Eaux.

## Topographie
Le massif des Coulmes, qui héberge une grande forêt de type hêtraie sapinière, se caractérise par un ensemble de buttes, de mamelons et de dépressions, développé dans les calcaires à faciès urgonien.
Sa topographie particulière correspond à une très vieille évolution karstique, qui a donné naissance à un karst à buttes dû à des conditions chaudes humides lors du cénozoïque.

### Sites remarquables
- Le col de Romeyère situé en limité nord du domaine forestier abrite une auberge et des aménagements sportifs pour la pratique du ski nordique.
- Le col du Mont Noir, traversé par l'une des routes carrossables les plus élevées du Vercors et considéré comme l'un des plus difficiles du massif en cyclisme[10].
- La fontaine de Pétouze, située à 1 030 mètres d'altitude, un des rares points d'eau des Coulmes et proche d'une grande aire de pique-nique [11].

## Faune et flore
Les différents massifs forestiers du massif du Vercors auquel appartient la forêt des Coulmes abritent une faune variée correspondant à trois des quatre étages de végétation (de 700 m à 2 200 m d'altitude) du massif  et ses influences climatiques successives (principalement montagnarde). Il existe, plus spécifiquement sur ce territoire, une faune spécifique des falaises, des grottes et des zones humides

## Sports d'hiver
Le col de Romeyère abrite une petite station de ski de piste et partage avec la commune de Presles le domaine de ski nordique des Coulmes.  Cette station propose quarante-cinq kilomètres de pistes de ski de fond dans la zone nordique des Coulmes, des pistes multi-activités au départ de la station ainsi que trois remontées mécaniques et 6 pistes de ski alpin .

## Pour approfondir